# Dyfed-Powys Police
Dyfed-Powys Police (wal. Heddlu Dyfed Powys) – brytyjska formacja policyjna, pełniąca funkcję policji terytorialnej na obszarze walijskich jednostek administracyjnych Carmarthenshire, Ceredigion, Pembrokeshire i Powys. Według stanu na 31 marca 2012, służba liczy 1131 funkcjonariuszy.

## Galeria

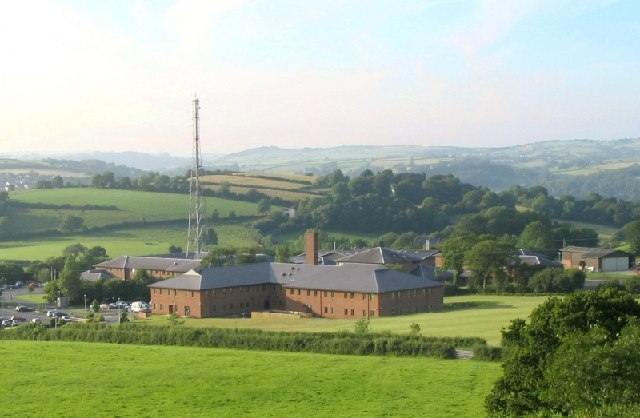
Komenda główna w Carmarthen
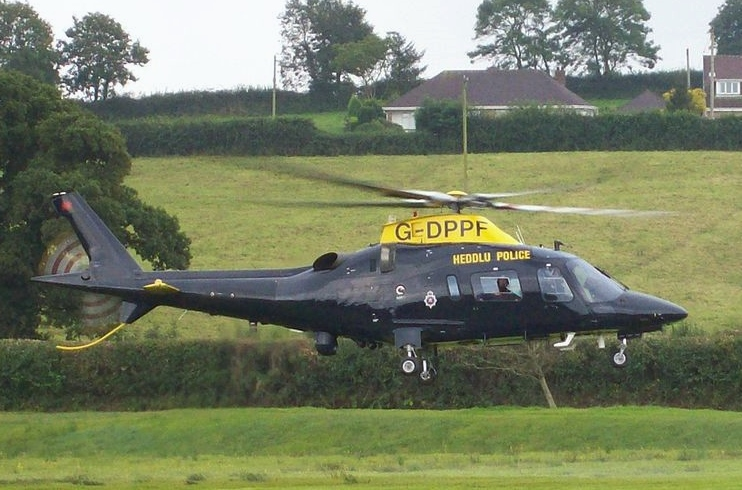
Śmigłówiec Dyfed-Powys Police